# Draconopteris
Draconopteris, monotipski biljni rod paprati (Pteridophyta) iz porodice Tectariaceae. Jedina vrsta je D. draconoptera, raširena od Hondurasa preko Srednje Amerike na jug do Bolivije.
Duga vrsta iz Azije (zapadna Malezija) poznata kao Draconopteris grandidentata (Ces.) Christenh., možda jed sinonim za Malaifilix grandidentata (Ces.) Li Bing Zhang & Schuettp.

## Sinonimi
- Aspidium draconopterum D.C.Eaton; Mem. Amer. Acad. Arts, n.s., 8: 211 (1860), nom. cons.
- Aspidium myriosorum Christ; Bull. Herb. Boissier, sér, 2, 6: 256 (1905)
- Dryomenis purdiei J.Sm.; Bot. Voy. Herald 229 (1854), nomen
- Phegopteris draconoptera (D.C.Eaton) Mett.; Ann. Sci. Nat., Bot., sér. V, 2: 243 (1864)
- Pleopeltis purdiei (J.Sm.) T.Moore; Index Filic. (T. Moore) 349 (1862)
- Polypodium draconopterum (D.C.Eaton) Hook.; Sp. Fil. 5: 86 (1863)
- Tectaria draconoptera (D.C.Eaton) Copel.; Philipp. J. Sci., C2: 410 (1907)
- Tectaria myriosora (Christ) C.Chr.; Index Filic., Suppl. Tert.: 182 (1934)